# Annastacia Palaszczuk
Annastacia Palaszczuk (nom prononcé en anglais australien : ˈpæləʃeɪ), née le 25 juillet 1969 à Durack (ville de Brisbane), est une avocate et femme politique australienne. Elle est chef du Parti travailliste du Queensland de 2012 à 2023 et Première ministre du Queensland de 2015 à 2023. 

## Jeunesse et formation
Annastacia Palaszczuk et ses trois sœurs ont grandi à Durack, dans la banlieue de Brisbane. Elles sont les filles de Heinrich (dit Henry) Pałaszczuk (né en Allemagne de parents polonais) et de Lorelle, une Australienne descendant de colons allemands.
Elle suit ses études à l'université du Queensland, à la London School of Economics, ainsi qu'à l'université nationale australienne, où elle obtient un diplôme en pratique du droit.

## Débuts en politique
Avocate de profession, Annastacia Palaszczuk est conseillère politique auprès de différents ministres travaillistes. En 2006, elle succède à son père au siège de député d'Inala (sud-ouest de Brisbane) à l'Assemblée législative du Queensland.
De 2009 à 2012, elle occupe plusieurs postes dans le gouvernement d'Anna Bligh. Après la défaite historique des travaillistes du Queensland aux élections du 24 mars 2012, elle est l'un des sept membres travaillistes restants à l'Assemblée législative. Le 28 mars, elle est élue à la tête du parti travailliste du Queensland et devient chef de l'opposition.

## Première ministre du Queensland
En janvier 2015, elle conduit les travaillistes à la victoire lors des élections législatives. Elle devient ainsi la première femme Première ministre issue de l'opposition dans l'histoire de l'Australie. Son premier gouvernement est majoritairement féminin, ce qui est également une première en Australie. Elle mène ensuite le parti travailliste à des victoires plus importantes lors des élections de 2017 et 2020, ce qui fait d'elle la première femme Premier ministre australienne à remporter trois mandats.